# Великият Торино
Великият Торино или Гранде Торино (на италиански: Grande Torino) е наименование на италианския футболен клуб Торино през 1940-те г., петкратен шампион на Италия, чиито играчи представляват гръбнакът на националния отбор на Италия, загинали на 4 май 1949 година при самолетна катастрофа, известна като Катастрофа в Суперга.

## Феручо Ново, или началото
През лятото на 1939 г., индустриалеца Феручо Ново, на 42 г., встъпва в длъжност като президент на „Торино“, сменяйки на този пост Джовани Батиста Куниберти.
Първите му стъпки като президент на „Торино“ са да реорганизира клуба, и след предложението на Виторио Поцо, да направи управлението по модел на английските отбори, той е заобиколен от грамотни кадри, като бившите играчи на Антонио Джани и Марио Спероне (шампион на Италия 1928) и Джачинто Елена, Риналдо Агнисета. Роберто Коперник, който притежава магазин за дрехи, е обявен за ролята на консултант, англичанинаЛесли Лийвесли е назначен за треньор на младежите, по това време като изпълнителен директор е назначен Ърнест Ербщайн, който е от еврейски произход и работи тайно, поради расовите закони.
Първият „хит“ от Ново е закупуването на талантливия 18-годишен Франко Осола от Варезе. Той дебютира на 4 февруари 1940 г. при победата с 1:0 срещу Новара. В същата година, Осола изиграва два мача срещу Болоня и Наполи.

## Италия влиза във войната, футболът продължава
Италия, която дотогава пази неутралитет, на 10 юни 1940 г. влиза във Втората Световна война на страната на силите на оста. Бенито Мусолини е убеден, че войната ще бъде „добър ход“, той обявява, че играчите ще останат у дома, защото „нужни са повече на терена, отколкото в армията.“
През следващата година Осола показа своята стойност като голмайстор, след като вкарва 14 гола в 22 мача, но отборът като цяло не се е променил. „Торино“ завършва сезона на седма позиция с 30 точки, с девет по-малко от шампиона Болоня. Двама играчи се пенсионират през тази година: Обердан Усело и Груб Валоне, който се посвещава на кариерата си в киното и театъра.
Предвидливо, Ново се възползва от атмосферата на стагнация и липсата на инвестиции. Има малко пари в областта на футбола, което Ново очаква. В сезон 1941/42, Торино взима пет нови играчи: Ферарис II, който играе на левия фланг на световното първенство по футбол 1938 той е привлечен от Амброзиана за 250 000 лири; Ромео Менти, крило с добра техника и силен удар, от Фиорентина и Алфредо Бодойра, Феличе Борел и Гулиелмо Габето, всички от градския съперник Ювентус.

## Гранде Торино

### 1941/42
Отборът на Торино от 1941/42 г. е отбор, който е много конкурентен и опитен, в него са взети Валентино Мацола и Ецио Лоик от Венеция Калчо.
Първият е отличен плеймейкър, вторият бързо крило, и двамата вече са национали на Италия. Ново разбира, че те са това, което липсва, за да направят състава непобедим.
Любопитен детайл: по следите на двамата е и Ювентус. Бързината на Ново осуетява плана им и те са футболисти на Торино. По този начин са готови единадесетте, които ще бъдат запомнени като Великият Торино.
В началото на сезон 1942/43, на разположение на треньора са топ играчи: вратарите Бодойра и Кавали, защитници като Ферини, Елена, Пиачентини и Касано, в средата Баслди и Галея, с новите Лоик и Мацола, напред са Менти и Ферарис, както и Габето и Осола.
Торино успява да спечели Копа Италия срещу Венеция и става първият отбор, който прави дубъл. Мача се играе в Милано, а головете вкарват Габето, Мацола и Ферарис за 4:0.

### 1944
През 1944 г. Италия, вече опустошена от войната, е разделена на две от готската линия. Фашисткият режим пада, а американската войска напредва на юг от полуострова. И все пак първенството продължава и по решение на Федерацията е организирано в групова фаза. Трансферите обаче са трудни, тъй като бомбардировките на съюзниците, които често прекъсват железопътните връзки, принуждавайки пътниците да вървят пеша на големи разстояния.
За да се предотврати риска от призоваване в армията на свои футболисти, много отбори са гениални: с интелигентна дипломация те гарантират, че техните играчи са част от най-важните индустрии в страната, като ги представят като незаменими за националното производство на отбранителната индустрия, за да ги освободят от армията. Торино намира сътрудничество с FIAT, прекръствайки се на FIAT Торино. Всъщност Мацола и други, в действителност са класифицирани като работници в автомобилния завод. На някои снимки те са изобразени върху стругове и машинни инструменти.
В Торино играе вратарят Луиджи Грифанти, от националния отбор, взет от Фиорентина и Силвио Пиола, нападател от Лацио, който се премества на север, за да отведе семейството далеч от конфликтните точки.
В първенството на войната, изиграно на север, в първия групов етап, Торино е включен в групата Лигуре-Пиемонтезе. Отборът побеждава 7:1 Дженоа и Биела, 7:0 Алесандрия, 8:2 Новара и Ювентус с 5:0. В полуфиналния кръг Торино се изправя и срещу Амброзиана-Интер, Варезе и Ювентус. Дербито завършва с 1:3 поражение и 3:3 равенство, след което идва победата срещу Интер.
Торино в крайна сметка ще загуби турнира, което се дължи отчасти на неофициалния мач на националния отбор, организиран за пропагандни цели, който се провежда в Триест два дни преди мача срещу Ла Специя. Въпреки че пътуването е затруднено от военните операции, президентът Ново, който подценява противниците си, отхвърля предложението на Федерацията да отложи мача срещу Специя.

### 1945
След края на Втората световна война, Италия е в развалини и разделена на две. Ожесточената битка по готската линия през зимата на 1944 г. сериозно подкопава, ако не и унищожава, линиите на комуникация от Апенинските планини, което прави много трудно пътуването между и италианския полуостров.
При тези условия Федерацията решава да рестартира шампионата на футбола с еднократна формула. За първи път от 1929 г. насам, турнирът не се играе в един кръг.
В северната част на страната е организиран шампионат на Северна Италия (официално Divisione Nazionale), който е поставен в приемственост с предвоенната Серия А, като е отворен за всички клубове, които са имали право да участват в сезон 1943/44. В Южна Италия ситуацията е още по-сложна, тъй като има недостатъчно клубове. Решението е смесен турнир между отборите от Серия А и тези от Серия Б.
В заключение на двете групи първите четири отбора във всяка лига ще се класират за финалния кръг, който ще определи победителя в шампионата, със структура, която е подобна на тази отпреди 1926 г., с единствената разлика, че в тези турнири само два отбора са се класирали. Този сложен сезон 1945/46 не се приравнява към тези от Серия А и не се появява в статистиката.
На 14 октомври 1945 г. шампионата започва със Скудето на екипите на Торино. Феручо Ново даде на отбора окончателно разпознаване с пристигането на вратаря Валерио Бачигалупо от Савона, защитника Алдо Баларин от Триестина, от който вече се учи Джузепе Грезар, завръщането на Вирджилио Марозо от Алесандрия, централният полузащитник Марио Ригамонти от Бреша Калчо, крилата Еузебио Кастилияно и Пиетро Ферарис от Специя.
Дербито на Торино открива шампионата и Торино веднага претърпява първото си поражение. В следващите два кръга Торино реализира единадесет гола, без да допусне такива от Дженоа и Сампиедарданезе, като започна раздвижващ се марш в групата, което довежда до разбиването на всички рекорди в Торино. Те побеждават Ювентус в ответното дерби, с гол на Еузебио Кастилияно. Кръгът завършва с три точки предимство на Интер, следван от Ювентус и Милан. Последният кръг дава изява на южните отбори, Наполи, Бари, Рома и Про Ливорно.
Началото е преобладаващо: Торино играе в Рим и реализира шест гола за половин час, един на всеки пет минути. Сред другите силни мачове Торино побеждава Наполи със 7:1 и в последния кръг Ливорно 9:1. Ювентус побеждава Торино във втория кръг. В ответното дерби, с гол от Губето, Торино се изравнява с бианконерите на върха.
В последния кръг Торино вкарва 9 гола срещу Про Ливорно, а Ювентус прави 1:1 в Неапол. Скудетото е спечелено от Торино, трето в своята история и вторият триумф на отбора на Феручио Ново.

### 1946/47
Първенството се състои от 20 отбора, 38 дни от септември до юли 1947 г. Торино не прави съществени промени в отбора си, но се подсилва с играчи. Заедно със завръщането на Ромео Менти пристига и полузащитникът Данило Мартели от Бреша, Франческо Росета от Новара, вратарят Данте Пиани, Гуидо Тиеги.
Още под ръководството на треньора Луиджи Фереро, Торино започва сезона с домакинско равенство с Триестина, победа над Лацио още едно равенство със Сампдория, побеждавайки у дома Венеция, който изпада след сезона.
На петия ден е дербито с Ювентус, завършило 0:0. След пет дни Торино успява да събере пет точки. На шестия ден Торино събриа шест последователни победи до тринадесетия ден. На осмия ден, на 10 ноември 1946 г., Болоня пристига на Филаделфия, без загуба в седем мача, с вратаря Глауко Ванц, който все още не е допуснал гол от началото. След няколко минути, Джузепе Грезар не успява да вкара дузпа, а Торино затваря Болоня в тяхната половина. Около 20-а минута топката достига до Кастилияно, който отбелязва гол. Торино печели 4:0. В съблекалнята президентът на Болоня е чут да вика към свой футболист: „Ти луд ли си, не знаеш ли, че в Торино и халфовете бележат? И ти допускаш един свободен! Знаеш ли поне кой е Кастилияно?“
Още по-силен успех на тази фаза идва срещу Фиорентина, 7:2. След това Торино загубва шампионската титла, когато са победени от Алесандрия. Габето и Мацола завършват със 104 гола общо, средно почти по три на мач, а Валентино Мацола става голмайстор на Серия А.

### 1947/48
Торино записа много рекорди през целия сезон 1947/48. 65 точки от 40 мача, 16 точки преднина пред втория Милан, Ювентус и Триестина. Най-голямата домакинска победа, 10:0 срещу Алесандрия, общо 29 победи от 40 мача. Най-много точки като домакин, след като спечелва 19 мача от 20 на Стадио Филаделфия, най-много брой голове – 125 и най-малко допуснати – 33.

### 1948/49
След кратък летен интервал от края на предходния сезон, първенството официално е възобновено в Италия след летните олимпийски игри през 1948 г. Преждевременното елиминиране на Италия води до уволнението на Виторио Поцо от националния отбор на Италия, а Феручо Ново заема мястото му.
След няколко приятелски мача, сезона започва в средата на септември, като отбора на Торино е почти същия като от предишните шампионати. Франко Осола е на мястото на Пиетро Ферарис, който на 36-годишна възраст преминава в Новара Калчо. Полузащитникът Рубенс Фадини пристига от Галарат, Дино Баларин, брат на вратаря Алдо, е подписан от Киоджа, унгарско-чехословашкият Юлиус Шуберт, ляв нападател е привлечен, както и нападателите Емиле Бонджорни и Роджеро Грава съответно от Расинг Париж и Руба-Турсо.
Торино започва сезона след дълго турне в Бразилия, където отборът се среща с Палмейрас, Коринтианс, Сао Пауло и Португеза, губейки само веднъж. Ърнест Ербщайн е назначен за изпълнителен директор на отбора, а англичанинът Лесли Лийвесли става треньор.
През сезона контузии имат Вирджилио Марозо, Еузебио Кастилияно, Ромео Менти и Сауро Тома, плюс дълго наказание за Алдо Баларин. Торинци, които дебютират с победа срещу Про Патрия, побеждават във втория кръг Аталанта. Отборът се възстановява с пет поредни победи, включително тази в дербито, но отново губи в Милано срещу росонерите.
Торино за малко да отстъпи преднината си в класирането, но побеждава Ювентус с 3:0.
Преднината на Торино се увеличава в класирането, като от Интер е 6 точки. Въпреки това, няколко равенства (с Триестина и Бари) позволяват на Интер да наваксат четирите точки от Торино. На 30 април 1949 г. двата клуба се срещат в Милано, завършвайки 0:0, като Торино се приближава до петата си поредна титла.
Торино пътува до Португалия, за да играе в приятелски мач срещу Бенфика (Лисабон). При завръщането си, ФК Торино загива при катастрофата в Суперга.

## Трагедия
На 4 май 1949 г. самолет Fiat G.212 на италианските авиолинии навлиза в гъста мъгла, която обвива Торино и околните хълмове. В 17:05 часа, поради липсата на видимост, самолетът се разбива в опорната стена на базиликата Суперга. Сблъсъкът предизвиква смъртта на всичките 31 души на борда, включително футболисти, треньори, журналисти и екипаж. Поради голямата репутация на отбора по това време, трагедията е широко отразена в световната преса, както и в Италия. В деня на погребението, близо 1 милион души излизат по улиците на Торино.

## Статистика
| Сезон   | Място | Победи | Загуби | Равенства | Вкарани голове | Средно на мач | Допуснати голове | Средно на мач | Победи в % |
| ------- | ----- | ------ | ------ | --------- | -------------- | ------------- | ---------------- | ------------- | ---------- |
| 1942/43 | 1°    | 20     | 4      | 6         | 68             | 2,27          | 31               | 1,03          | 66,67%     |
| 1945/46 | 1°    | 19     | 3      | 4         | 65             | 2,50          | 18               | 0,69          | 73,08%     |
| 1946/47 | 1°    | 28     | 3      | 7         | 104            | 2,74          | 35               | 0,92          | 73,68%     |
| 1947/48 | 1°    | 29     | 4      | 7         | 125            | 3,13          | 33               | 0,82          | 72,50%     |
| 1948/49 | 1°    | 25     | 3      | 10        | 78             | 2,10          | 34               | 0,89          | 65,79%     |